# TwinBee JG
TwinBee JG (ツインビーJG Tsuinbī JG?) es una máquina tragaperras (pachislot) ambientada en la franquicia TwinBee, desarrollada por la división de Konami llamada KPE (Konami Parlor Entertainment) y publicada únicamente en Japón, en septiembre del año 2007.